# Samuel Gompers
Pour les articles homonymes, voir Gompertz.
Samuel Gompers, né à Londres le 26 janvier 1850 et mort à San Antonio  (Texas) le 13 décembre 1924, est un chef syndicaliste américain, président de la  Fédération américaine du travail (AFL).

## Biographie
Né en Angleterre de parents juifs hollandais issus de milieux très modestes, Samuel Gompers devient cordonnier à l'âge de dix ans. En 1863, sa famille émigre aux États-Unis et s'installe à New York. Il devient alors fabricant de cigares. Il se marie en 1867 avec une dénommée Sophia Julian et devient citoyen américain en 1872.
C'est en tant que fabricant de cigares qu'il fait ses premières armes de syndicaliste. En 1885, il devient président du local 144 de la Cigarmakers' International Union. En 1881, il participe à la fondation de la Federation of Organized Trades and Labor Councils et milite dans cette organisation qui s'avère faible et inefficace. En 1886, il participe à sa restructuration et devient ainsi le président de la Fédération américaine du travail (AFL), poste qu'il occupe pendant 38 ans jusqu'à sa mort à l'âge de 74 ans.

## Le gompérisme

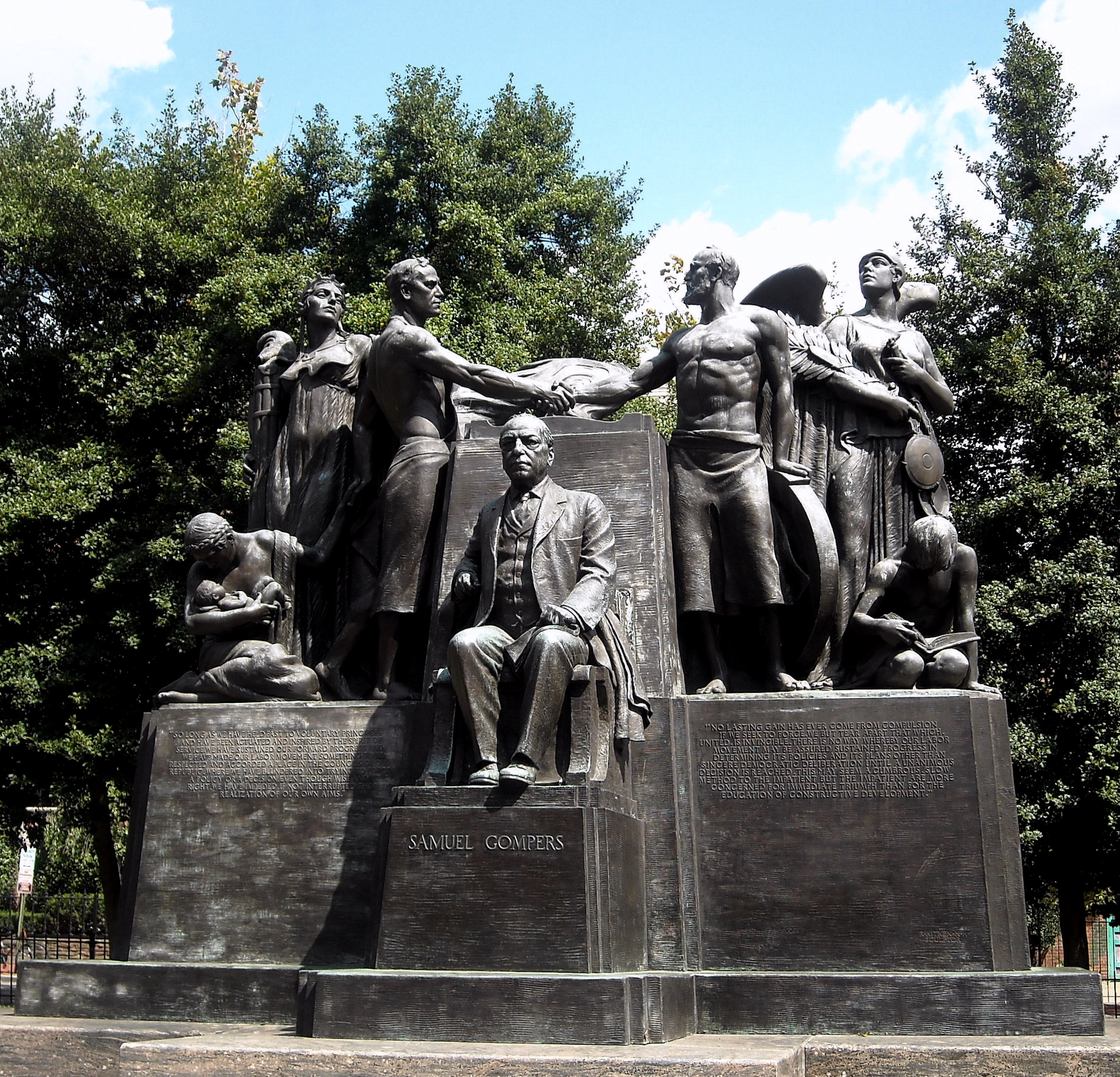
Monument commémoratif à Washington.

Samuel Gompers est à l'origine d'une doctrine syndicale, le gompérisme, selon laquelle le rôle des syndicats consiste à occuper l'espace et à exercer de l'influence dans les structures politiques traditionnelles sans jamais s'y impliquer directement. De son côté, l'État doit se garder d'intervenir dans les conflits ouvriers et ne pas s'immiscer dans la relation syndicat-patronat. Samuel Gompers mit ainsi toute son énergie à combattre l'idée de former un parti ouvrier. Le gomperisme vise plus à s'intégrer au monde du capitalisme et à en tirer le plus d'avantages possibles qu'à le combattre.
Cette doctrine voit le syndicalisme comme un vecteur de l'amélioration économique du niveau de vie des travailleurs et de leur famille. Les syndicats doivent se concevoir comme des agents économiques au même titre que les industries et les corporations. C'est grâce à la négociation et à l'expression d'un rapport de force, notamment en s'adonnant à la grève ou en détenant un monopole de la main-d'œuvre, que les syndicats pourront négocier de bonnes conditions pour leurs membres. Cette doctrine continue aujourd'hui à influencer les syndicats d'affaires et l'AFL-CIO.
Cette vision s'oppose farouchement au syndicalisme de combat et au syndicalisme révolutionnaire.